# François Brottes

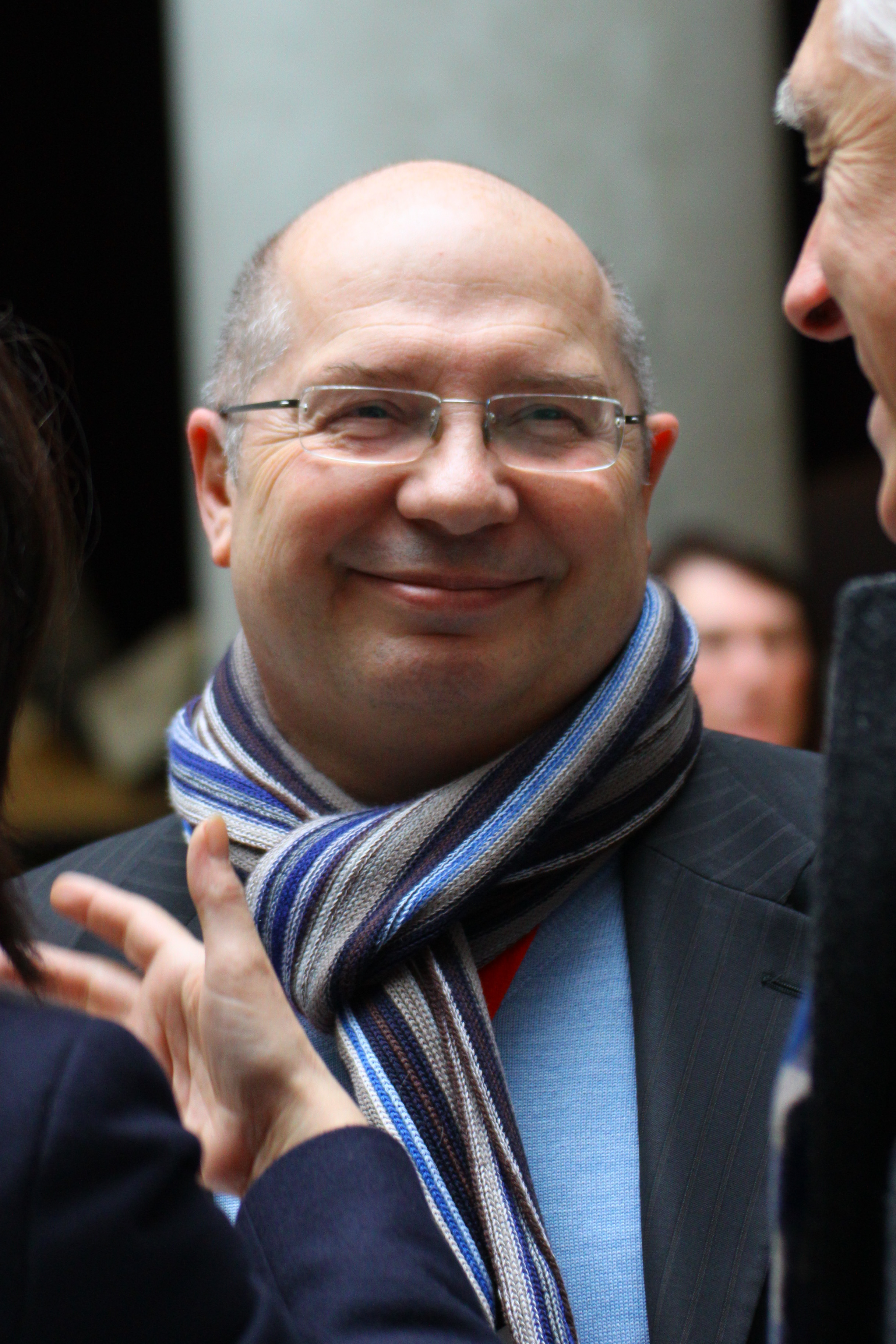
François Brottes

François Brottes (* 31. März 1956 in Valence) ist ein französischer Politiker. Er ist seit 1997 Abgeordneter der Nationalversammlung.
Brottes absolvierte nach dem Schulabschluss ein Studium in soziokultureller Animation, welches er sich zuvor durch verschiedene Jobs finanzieren musste. Nach dessen Abschluss begann er 1978, für Radio France und France 3 zu arbeiten. Später gründete er zunächst eine eigene Firma und arbeitete dann in der Leitung einer Produktionsfirma. Brottes, der bereits als 14-Jähriger der Christlichen Arbeiterjugend und 1979 der Parti socialiste beitrat, wurde 1983 zum stellvertretenden Bürgermeister der Gemeinde Crolles im Département Isère gewählt. Von 1992 bis 1998 vertrat er die PS im Regionalrat der Region Rhône-Alpes. Dem folgte 1997 die Wahl zum Abgeordneten im fünften Wahlkreis von Isère. Als solcher wurde er 2002, 2007 und 2012 wiedergewählt. Seit 2005 ist er zudem Bürgermeister von Crolles. In der Nationalversammlung ist er seit Februar 2010 stellvertretender Vorsitzender der Fraktion der Sozialisten und ihrer Verbündeten.